# 赫伯特山脈
85°22′S 165°30′W / 85.367°S 165.500°W
赫伯特山脈（英語：Herbert Range）是南極洲的山脈，屬於毛德王后山脈的一部分，從南極高源延伸至羅斯冰架，處於阿塞爾海伯格冰川和斯特羅姆冰川之間。